# Порта, Антонио
Антонио Алехандро Порта Перниготти (исп. Antonio Alejandro Porta Pernigotti; род. 28 февраля 1983, Фирмат, Аргентина) — аргентинский профессиональный баскетболист, игравший на позиции разыгрывающего защитника.

## Карьера
Антонио Порта выступал в составе мужской сборной Аргентины по баскетболу. Дебютировал в её составе на Кубке Станковича 2005 года. Играл в составе национальной команды на Южноамериканском чемпионате по баскетболу 2005, 2006 и 2007 года, а также на чемпионате Америки по баскетболу 2007. Был в составе аргентинской сборной и тогда, когда она выступила на летних Олимпийских играх 2008 года в Пекине, где её игроки были удостоены бронзовых медалей.